# 브루스 윌리스
월터 브루스 윌리스(영어: Walter Bruce Willis, 1955년 3월 19일~)는 미국의 배우이다.

## 생애
서독에서 주독 미군으로 복무 중이던 아버지와 독일인 어머니 사이에서 3남 1녀 중 장남으로 태어났으며, 1957년 아버지의 전역과 함께 일가족이 미국으로 귀국하여 뉴저지주에서 성장하였다. 그의 경력은 1980년대에 텔레비전에서 오프브로드웨이 무대로 시작했다. 그는 영화 다이 하드 시리즈에서 존 맥클레인 역을 맡았고 자신의 역할에 대해 잘 알고 있었다. 문라이딩 (1994), 펄프 픽션 (1994), (1995) 12 몽키스, 제5원소 (1997), (1998) 아마겟돈, 식스 센스 (1999), 언 브레이커 블 (2000) 씬 시티 (2005), 레드 (2010) 등을 찍으며 영화계에 혜성처럼 등장했다.

## 활동
윌리스가 출연한 영화는 북미 박스 오피스에서 성공을 거두었다. 그는 여덟 번째로 수익을 올린 최고 흥행 배우가 되었으매, 해외 영화제에서 에미 상과 골든 글로브 상을 수상하였다. 윌리스는 1987년 배우 데미 무어와 결혼했고 세 딸을 낳고 살다가 2000년에 이혼하였다. 2009년에 배우이자 모델 엠마 헤밍과 재혼하여 두 딸을 더 낳아 다섯 명의 딸을 두었다.

## 출연 영화
- 1987 《데이트 소동》
- 1988 《다이하드》: 존 맥클레인 역
- 1989 《참전용사》
- 1990 《다이하드 2》: 존 맥클레인 역
- 1990 《마이키 이야기》: 마이키 역(목소리 출연)
- 1990 《허영의 불꽃》
- 1991 《마지막 보이스카웃》: 조 핼런벡 역
- 1992 《죽어야 사는 여자》
- 1992 《허드슨 호크》: 허드슨 호크 역
- 1992 《빌리 배스게이트》
- 1993 《스트라이킹 디스턴스》: 톰 하디 역
- 1994 《컬러 오브 나이트》: 빌 카파 박사 역
- 1994 《펄프 픽션》: 버치 쿨리즈 역
- 1994 《노스바스의 추억》
- 1995 《다이하드 3》: 존 맥클레인 역
- 1996 《라스트맨 스탠딩》
- 1996 《포 룸》
- 1996 《12 몽키즈》
- 1997 《자칼》
- 1997 《제5원소》: 코벤 댈러스 역
- 1998 《아마겟돈》
- 1998 《머큐리》
- 1999 《식스 센스》
- 1999 《비상 계엄》
- 2000 《언브레이커블》
- 2000 《스토리 오브 어스》
- 2000 《나인 야드》
- 2000 《챔피언의 아침》
- 2001 《키드》
- 2002 《하트의 전쟁》
- 2002 《밴디츠》
- 2003 《태양의 눈물》
- 2005 《씬 시티》
- 2005 《호스티지》
- 2005 《나인야드2》
- 2006 《럭키 넘버 슬레븐》: 미스터 굿캣 역
- 2006 《패스트 푸드네이션》: 해리 라이델 역
- 2006 《알파독》: 소니 트루러브 역
- 2006 《힙합 프로젝트》(다큐멘터리)
- 2006 《헷지》
- 2006 《식스틴 블럭》
- 2007 《퍼펙트 스트레인져》: 해리슨 힐 역
- 2007 《다이하드 4.0》: 존 맥클레인 역
- 2007 《그라인드하우스》
- 2007 《플래닛 테러》: 멀둔 역
- 2008 《왓 저스트 해펀드》
- 2009 《써로게이트》: FBI 요원 톰 그리어 역
- 2009 《캅 아웃》
- 2010 《레드》
- 2010 《캐치 .44》
- 2010 《익스펜더블》: 미스터 처치 역
- 2011 《셋업》
- 2012 《콜드 나잇 오브 데이》: 마틴 역
- 2012 《지.아이.조 2》: 조 콜튼 역
- 2012 《익스펜더블 2》: 미스터 처치 역
- 2012 《루퍼》: 나이든(Old) 조 역
- 2013《다이하드: 굿 데이 투 다이》: 존 맥클레인 역
- 2013《레드2》: 프랭크 모세스 역
- 2014《씬 시티 2》:존 하티건 역
- 2014《익스펜더블 2》: 미스터 처치 역
- 2016《프레셔스 카고: 프로 범죄단》 : 에디 역
- 2017《23 아이덴티티》:데이비드 던 역
- 2018《글래스》:데이비드 던 역
- 2018《대폭격》 : 잭 역
- 2018《액츠 오브 바이올런스》
- 2018《크리미널 체이스》
- 2019《10 미니츠 곤》: 렉스 역
- 2019《머더리스 브루클린》
- 2019《트라우마 센터》: 웨익스 역
- 2020《안티 라이프》: 클레이 역
- 2021《코스믹 씬》: 제임스 포드 역
- 2021《FBI 데스트랩》: 칼 헬터 역
- 2021《아메리칸 저스티스》: 벤 역
- 2021《데스위시 더 게임》
- 2021《데스 게임》
- 2022《벤데타: 복수의 시간》: 도니 페터 역
- 2022《뮤턴트 이스케이프》: 더 로브 역
- 개봉예정작 《더 프린스》:오마르 역
- 개봉예정작 《록 더 카스바》
- 개봉예정작 《더 캡티브》:케일 메케나 역
- 개봉예정작 《바이스》